# 泽维·贾鲍京斯基
泽维·贾鲍京斯基（羅馬化：Ze'ev Zhabotinski；1880年10月5日—1940年8月4日）是犹太复国主义领导人、犹太复国主义修正派的鼻祖、作家、诗人、演说家、軍人和敖德萨犹太自卫组织的创始人。
贾鲍京斯基与约瑟夫·特鲁姆多尔共同创立了第一次世界大战中英国军队的犹太军团。后来他在当时的巴勒斯坦建立了几个犹太组织，当中包括貝塔爾、哈佐尔（Hatzohar）和伊尔贡。

## 中文译名
泽维·贾鲍京斯的中文译名有雅布庭斯基、亚博廷斯基、贾博廷斯基等。

## 生平

### 早年
1880年10月5日泽维·贾鲍京斯基出生于沙皇俄国时代敖德萨的一个犹太家庭。父亲尤金·G·贾鲍京斯基（Евгений Григорьевич Жаботинский）是俄罗斯航运和贸易协会从事买卖小麦的工作雇员。母亲是爱娃·马尔科夫娜（Ева Марковна）。在他5岁时因为父亲治病跟随前往德国，次年他的父亲病逝。中学时学业平平。大学毕业于罗马大学法学系。
他是俄罗斯记者和作家科尔涅伊·伊万诺维奇·楚科夫斯基的童年好友，并参加了1903年楚科夫斯基与玛利亚·哥德菲尔德的婚礼。

### 参与犹太复国主义运动
1903年复活节前，他成为俄罗斯犹太人自卫队第一批组织者之一。同年八月，他作为代表参加在巴塞尔举行的第六届犹太复国主义代表大会，并从那时积极参与犹太复国主义运动。1908-1909他担任驻伊斯坦布尔的记者。1911年他创办了 «Тургман»（希伯来语意为翻译）出版社，并将世界名著翻译为希伯莱文。并且发行了一些犹太复国主义宣传册，如《犹太复国主义和巴勒斯坦》（Сионизм и Палестина）、《锡安的敌人》（Недругам Сиона）、《犹太教育》（Еврейское воспитание）。

### 第一次世界大战
1914年12月，贾鲍京斯基与约瑟夫·特鲁姆多尔共同创立了第一次世界大战中英国军队的犹太军团，其中包括“锡安骡队”。1915年3月650名俄裔为主的犹太志愿者开始参与训练。该单位在加利波利战役中有着杰出的表现。当锡安骡队被解散后，贾博廷斯基前往伦敦。在那里他继续游说英国政府建立犹太军事单位，作为英国军队的一部分在巴勒斯坦参与作战。他虽然没有进入锡安骡队服役，但之后和其他120名成员被编入伦敦军团第20营的第16排服役。1917年，英国政府同意建立三个犹太人营，组建犹太军团。

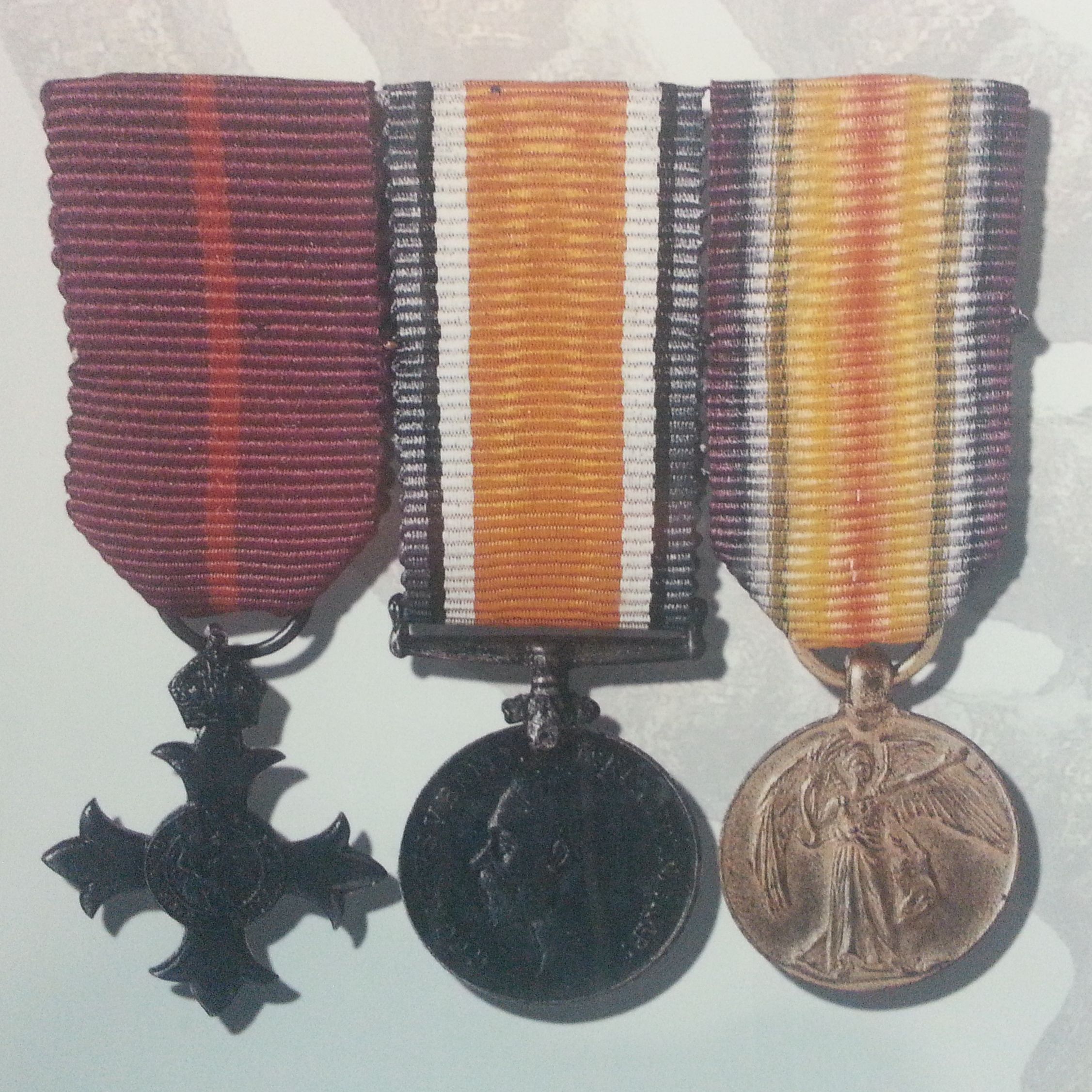
颁发给贾鲍京斯基的英国战时勋章和胜利勋章

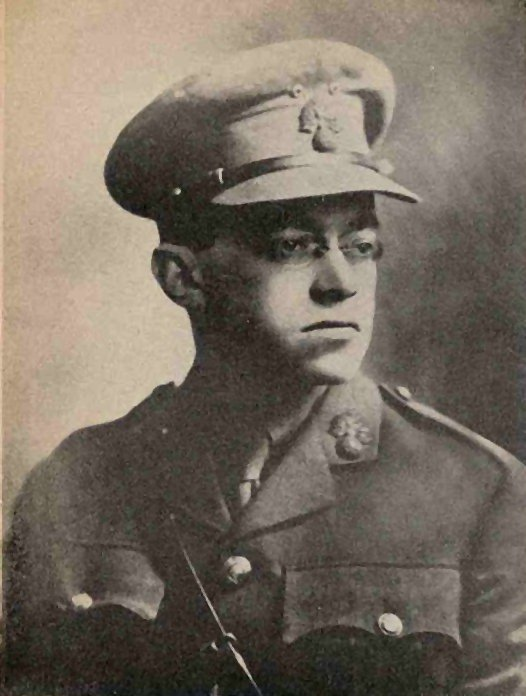
贾鲍京斯基的戎装像

1918年作为皇家燧发枪团第38位荣誉少尉的贾鲍京斯基，参与了英军在巴勒斯坦的军事行动，并攻入外约旦。1919年9月退伍，后不久他向艾伦比元帅抱怨英国军队对犹太复国主义和犹太军团的态度。他对英国政府的呼吁未能扭转这一决定，但在1919年12月他因为杰出贡献被授予大英帝国勋章（MBE）。

### 犹太复国主义修正活动[6]
1919年9月泽维·贾鲍京斯被出离英国军队后，他公然训练犹太人进行军事训练和使用小型武器。
1920年4月6日在巴勒斯坦骚乱中，英国人搜查了包括哈伊姆·魏茨曼在内的犹太复国主义组织领导层的办公室和公寓，在泽维·贾鲍京斯所属防御组织的建筑物中，发现了三支步枪、两支手枪和250发子弹。泽维·贾鲍京斯被囚禁在阿克科的一个要塞中，并被判处15年艰苦劳役，但很快在大赦下被释放。
1921年，在被释放后，他被选为世界犹太复国主义组织的领导人。
1925年，泽维·贾鲍京斯在犹太复国主义修正主义运动中创建了自己的组织。新党的纲领忠实地反映了泽维·贾鲍京斯的政治要求：大规模移民（为了在巴勒斯坦建立犹太人占多数的国家），民主选举产生一个的犹太复国主义的执行者，在英国统治下建立犹太人军事力量。1929年后建立一个犹太国家，而不是像犹太复国主义组织一直倡导的“犹太民族之家”。
1930年，在他访问南非后，英国政府当局不允许他返回巴勒斯坦。

### 波兰、匈牙利和罗马尼亚犹太人撤离计划
20世纪30年代，贾鲍京斯基对东欧尤其是波兰的犹太社区的情况深表关切。1936年，雅博丁斯基准备了所谓的“撤离计划”，要求将整个波兰、匈牙利和罗马尼亚犹太人撤离到巴勒斯坦。在1936年，他访问了东欧。期间，与波兰外长约塞夫·贝克上校、匈牙利摄政霍尔蒂·米克洛什海军上将和罗马尼亚总理格奥尔基·塔塔内斯库分别会面，就撤离计划进行了讨论。该计划获得了这三个政府的批准。但在波兰犹太人内部引起了相当大的争议。然而，英国政府否决了这一提议，世界犹太复国主义组织的主席伊姆·魏茨曼驳斥了这一提议。
1938年，贾鲍京斯基在一次演讲中表示，波兰犹太人生活在火山边缘，并警告说在不久的将来波兰将发生一波血腥的超级大屠杀。贾博廷斯基继续警告欧洲的犹太人，他们应该尽快前往巴勒斯坦。

### 死亡
1940年8月4日，因心脏病突发死于纽约，一处由“贝尔塔”经营的犹太武装自卫阵营。 
根据他遗嘱中的所述：“我希望被安葬在巴勒斯坦以外的地区，除非得到该国犹太政府的最终的命令，否则不得迁移到巴勒斯坦。”
他被埋在纽约新蒙特菲奥尔墓地。
最初，在以色列国成立之后，总理戴维·本-古里安领导的政府没有做迁移令。但是在1964年，列维·埃什科尔成为总理后不久，下令将泽维·贾鲍京斯基和他的妻子重新安置在耶路撒冷赫茨尔山公墓。泽维·贾鲍京斯基的一座纪念碑仍然留在纽约原来的墓地。

## 个人家庭

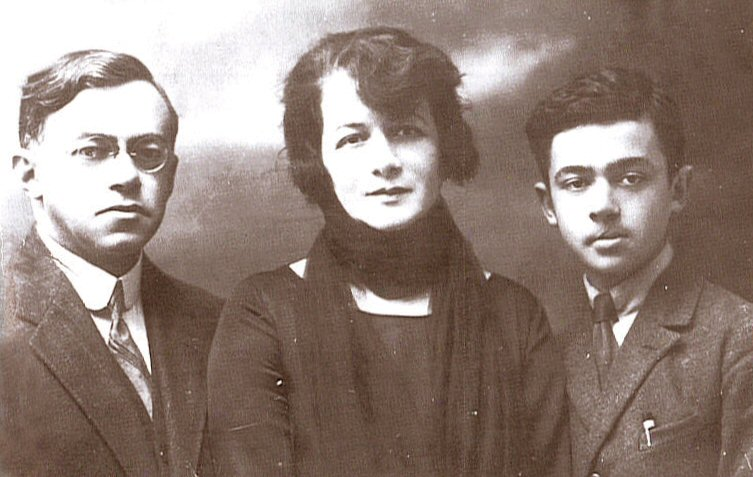
贾鲍京斯基夫妇和孩子，20世纪20年代

贾鲍京斯基的夫人是马尔科夫娜（Markovna Ioanna Jabotinskaya，1884年5月17日生于敖德萨，1949年12月22日死于纽约。后在以色列重新安葬），1907年与贾鲍京斯基在敖德萨注册结婚。
他们有个儿子埃里·贾鲍京斯基（Eri Jabotinsky，1910年12月26日生于敖德萨，1969年6月6日死于海法），是以色列公众和政治人物。

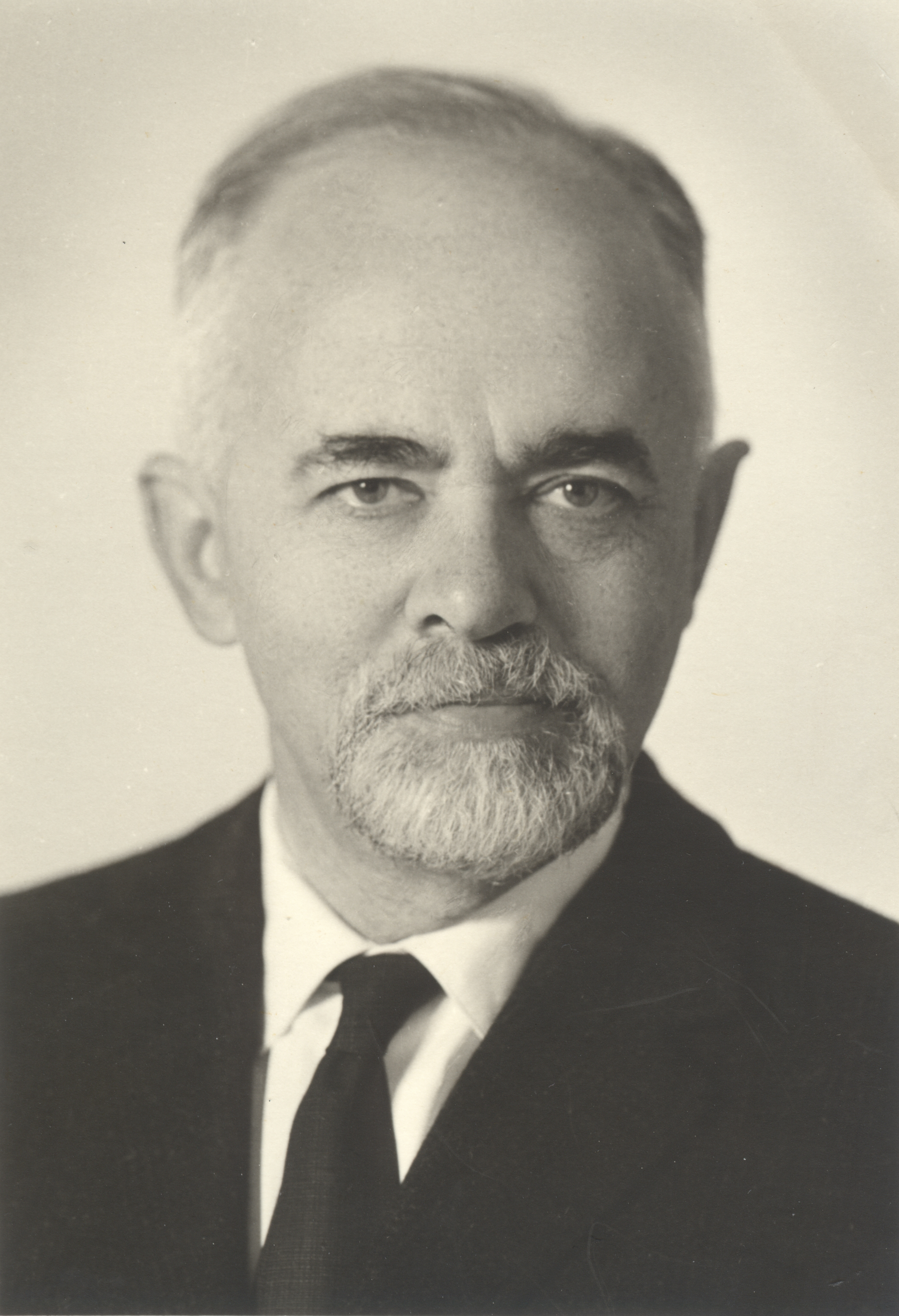
泽维·贾鲍京斯基之子埃里·贾鲍京斯基，以色列政治人物

泽维·贾鲍京斯基是他的孙子，前战斗机飞行员。拥有医学和数学博士学位，商人。

## 影响
从贾博丁斯基创造的修正主义运动中，诞生了现代以色列的“右派”，自20世纪70年代以来，利库德集团在以色列的政治生活中发挥了突出的作用。

## 文学活动
泽维在在写作中使用希伯来语和以第绪语写作新闻，使用俄语和法语写作散文、诗歌、翻译。
贾鲍京斯基的文学作品包括个人档案、信件、大量的相关文件，连同关于他的任何出版物都保存在特拉维夫的贾鲍京斯基研究所，贾鲍京斯基博物馆是其中的一部分。
泽维最早的文学活动是在报纸《南方评论》«Южное обозрение» 以笔名弗拉基米尔·伊利里希（Владимир Иллирич）发表文章。

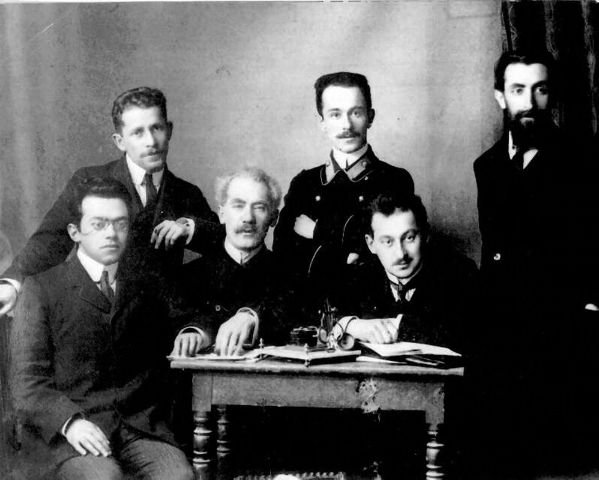
1912年圣彼得堡“黎明”杂志编辑部。前排（从左到右）：贾鲍京斯基，艾夫拉汉·艾德森，马克斯·索洛维奇克。
后排站立者：所罗门·盖普斯坦，亚历山大·戈德斯坦，阿诺德·齐德曼

从1923年起，泽维是犹太周刊《黎明》（英文：Rassvet，俄文：Рассвет）的编辑。

### 诗歌
- 为了纪念赫茨尔 （Памяти Герцеля） 1904年
- 贝塔之歌 （Песня Бейтара）
- 旗帜之歌（Песнь знамени）

## 遗产和荣誉

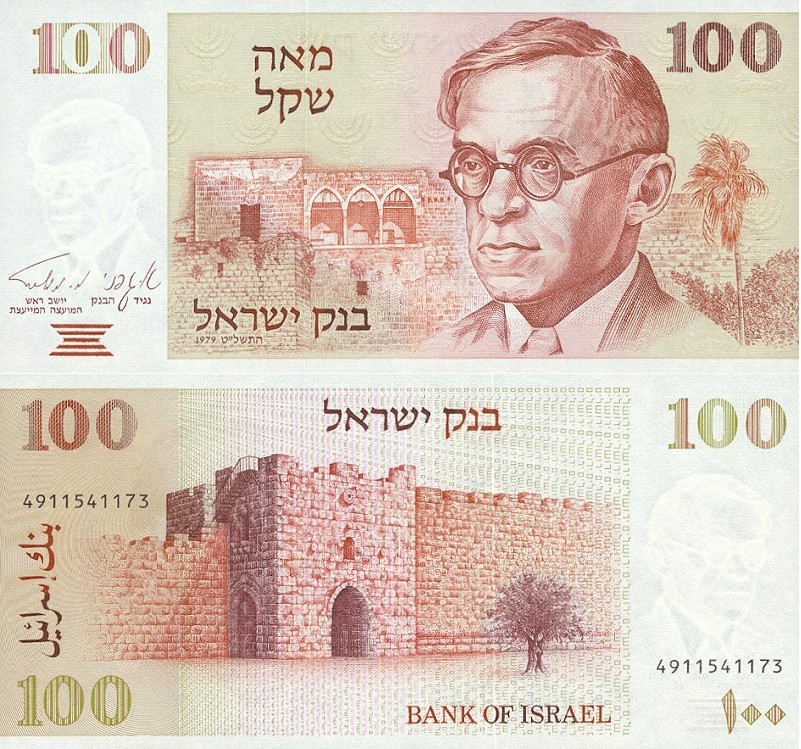
印有泽维·贾鲍京斯基头像的100以色列谢克尔

- 以色列有多达57个街道、公园、广场以贾鲍京斯基命名。
- 以色列将贾鲍京斯基日（Jabotinsky Day）设为全国假日。
- 以色列授予的一种杰出服务奖章——贾鲍京斯基奖章（Jabotinsky Medal）以他命名。
- 在旧版以色列货币100谢克尔上印有他的头像。